# Конгсберг
Ко̀нгсберг (на норвежки: Kongsberg) е град и едноименна община в Южна Норвегия. Разположен е около река Логен във фюлке Бюскерю на около 60 km югозападно от столицата Осло. Основан е през 1624 г. Получава статут на община на 1 януари 1838 г. Има жп гара. Население около 18 600 жители според данни от преброяването към 1 януари 2008 г. В Конгсберг има сребърна мина от 1762